# Beaulieu-les-Fontaines
Beaulieu-les-Fontaines é uma comuna francesa na região administrativa de Altos da França, no departamento de Oise. Estende-se por uma área de 12,6 km². Em 2010 a comuna tinha 652 habitantes (densidade: 51,7 hab./km²).